# Anallacta capensis
Anallacta capensis är en kackerlacksart som först beskrevs av Henri Saussure 1869.  Anallacta capensis ingår i släktet Anallacta och familjen småkackerlackor. Inga underarter finns listade i Catalogue of Life.